# Делагарди, Хедвиг Ульрика
Графиня Хедвиг Ульрика Делагарди (Де ла Гарди) (швед. Hedvig Ulrika De la Gardie; 1761—1832) — шведская придворная дама.
Была главой гувернанток шведских королевских детей в 1799—1803 годах.

## Биография
Родилась  29 ноября 1761 года в Стокгольме. Была дочерью Карла Юлиуса Делагарди и его жены Магдалены Кристины Стенбок (Magdalena Christina Stenbock, 1729—1801).
7 августа 1785 года в замке Drottningholms вышла замуж за Густава Армфельта. Женился он на Хедвиге в основном ради ее фамилии, хотя обещал это Магдалене Руденшёльд, с которой у Густава были отношения.
В 1792 году Хедвиг Ульрика с мужем поехали в Италию, в Неаполь. В 1794 году Густав Армфельт был приговорен в Швеции к смертной казни за измену, его имущество было конфисковано. В этом же году из Италии они поехали в Польшу и позже в Ригу, где у Хедвиги жила родственница. Затем они жили в Калуге под патронажем Екатерины II. В 1796 году Хедвига отправилась в Санкт-Петербург, чтобы попросить нового русского царя Павла I о лучших условиях, но получила отказ. Затем Хедвиг Ульрика попросила Густава IV разрешения вернуться в Швецию, и получив его, вернулась на родину в 1797 году. Ей было предоставлено использовать фамилию мужа и оставаться в Швеции, а мужу — жить в любой стране, Швеции и России. Русский царь разрешил мужу покинуть Россию, он встретился с женой в Ливонии, и в 1798 году они поехали в Берлин.
С 1799 года Хедвиг Ульрика работала при шведском дворе, воспитывая  королевских детей. Она согласилась на это при условии, что её мужу будет разрешено вернуться в Швецию, что было выполнено в 1800 году, после того как она пригрозила уйти в отставку — её окружение восхищалось преданностью мужу. В 1803 году Хедвиг покинула должность воспитателя; на её место пришла Шарлотта Штирнельд.
В марте 1811 года Густав Армфельт снова был сослан из-за подозрения в заговоре против наследного принца Карла XIV Юхана. В апреле 1811 года Армфельт был выслан из Швеции и эмигрировал в Россию. За ним уехала и Хедвиг Ульрика. В 1814 году умер её муж. В 1820—1822 годах она была фрейлиной русской императрицы, была награждена орденом Святой Екатерины.
Свои последние годы жизни Хедвиг Ульрика провела в Швеции, умерла 7 февраля 1832 года в Стокгольме. Она похоронена в фамильной могиле церкви города Халикко, Финляндия, недалеко от усадьбы Åminne herrgård, которая принадлежала семье Армфельт в 1786—1925 годах.
В семье Хедвиги Ульрики и Густава Армфельта родились:
- Maria Magdalena Catharina Augusta Armfelt (1786—1845),
- Gustaf Fredrik Armfelt (1788—1789),
- Carl Armfelt (ум. 1788, близнец),
- Magnus Armfelt (ум. 1788, близнец),
- Густав Армфельт (1793—1856),
- Александр Армфельт (1794—1876),
- Constantin Armfelt (1796—1797),
- Магнус Армфельт (1797—1878).